# Flórida Paulista
Flórida Paulista é um município brasileiro do estado de São Paulo. Localiza-se a uma latitude 21º36'53" sul e a uma longitude 51º10'25" oeste, estando a uma altitude de 410 metros. Sua população estimada em 2022 era de 12.958 habitantes. O município é formado pela sede e pelos distritos de Atlântida (Alto Íris) e Indaiá do Aguapeí.

## História
Nasce o Município de Flórida Paulista
Em 1941, na famosa "Nova Alta Paulista", os pioneiros José Froio e Antônio Miguel de Mendonça destinaram uma área para a formação de um patrimônio, ao qual deram o nome de Aguapei do Alto, pela fertilidade do solo e pelo colorido de sua vegetação (muitas flores). As terras ao redor foram vendidas, matas derrubadas e surgiram os cafezais. Várias famílias vieram, compraram terras, plantaram café e outras culturas, como as famílias Morandi, Silva Santos, Dias, Garbeloto, Pedro Costa, Junqueira, Cardoso, Correia, Carmo, Frasson, Iwata, Viol, Manoel Japonês, Freitas e outras. Em 1948, a Companhia Paulista de Estrada de Ferro fez a inauguração de mais um trecho de Tupã a Adamantina, assim os passageiros puderam chegar mais perto.
Naquela época, não havia estrada asfaltada na Alta Paulista, nem ônibus cobrindo grandes distâncias. Eram estradas empoeiradas, quando chovia tudo parava em virtude dos buracos e do barro que se formava. O trem era o melhor transporte que existia. Em 1948, Flórida Paulista recebeu os benefícios da energia elétrica, com a instalação de uma usina pelo Sr. Pedro Fróio. Sob responsabilidade de Pedro Fróio ficou também a primeira serraria, que desdobrava a madeira bruta oriunda das derrubadas no novo patrimônio que surgia. Por ele também foi montado o primeiro posto de combustível da cidade. Neste mesmo ano foi criado o Município de Flórida Paulista.
Ainda no início da década de 40, foi criada a primeira corporação musical no município. Capitaneada pelo imigrante italiano Humberto Scrignolli e composta por músicos de alto nível (como os irmãos Morandi), a banda foi responsável por muitas noites de alegria na pequena cidade que surgia.O maestro Humberto Scrignolli era irmão de Ermilda Scrignolli Fróio (pioneira que dá nome ao Parque Infantil de Flórida Paulista) esposa de Pedro Fróio. Mais tarde a banda passou a se chamar Corporação Musical Maestro David Travesso.
Também, em 1947, o imigrante italiano Giuseppe Stefani e seus filhos, comerciantes, vindos do município de Garça, acreditando no desenvolvimento do município, fundaram duas lojas, uma de tecidos, calçados e roupas feitas, o DEPÓSITO DE RETALHOS, e outra de eletrodomésticos a LOJAS ELEPÊ, contribuindo ainda mais, para atender as demandas comerciais do município, tendo um deles, Antônio Luiz Stefani, sido eleito prefeito na década de 50.
Surgimento de Flórida Paulista
Flórida Paulista surgiu numa época de grande desenvolvimento da cafeicultura nacional. O mundo já havia superado as dificuldades criadas pela crise econômica mundial iniciada em 1929, e o consumo de café cresceu grandemente. A II Guerra Mundial dava os seus primeiros passos. Havia um mundo de conflito ideológico entre nazistas e fascistas de um lado, comunistas e capitalistas no outro extremo. As nações endinheiradas faziam muitas compras no exterior para aumentar os seus estoques, prevendo as consequências de uma guerra. Vigorava no Brasil, o Estado Novo de Vargas.
As regiões vizinhas da Alta Paulista, Noroeste e Sorocabana já tinham sido desbravadas, nelas não havia mais matas e pouco café fora plantado em suas terras. Restava em todo oeste do Estado, a Alta Paulista, que de Pompeia até as barrancas do Rio Paraná, era coberta de matas virgens com terras férteis, próprias para a formação dos cafezais. Isto chamou a atenção de muita gente para esta região da Alta Paulista, que procurava uma terra nova para o plantio. Muitos adquiriram uma gleba, fizeram loteamento e deram início a um novo patrimônio, Flórida Paulista.
Elevado a município, por Lei Estadual nº 233, de 24 de dezembro de 1948, desmembrado de Lucélia.

## Geografia
Possui uma área de 526.33 km².

### Hidrografia
- Rio Aguapeí ou Feio
- Rio do Peixe
- Ribeirões Santa Maria, Tucuruvi, Emboscada e Iracema

### Rodovias
- SP-294

### Ferrovias
- Linha Tronco Oeste da Companhia Paulista de Estradas de Ferro[7][8]

## Demografia
Dados do Censo - 2000
População Total: 11.106
- Urbana: 8.982
- Rural: 2.124
  - Homens: 5.560
  - Mulheres: 5.546

Densidade demográfica (hab./km²): 21,16
Mortalidade infantil até 1 ano (por mil): 13,69
Expectativa de vida (anos): 72,42
Taxa de fecundidade (filhos por mulher): 2,37
Taxa de Alfabetização: 84,32%
Índice de Desenvolvimento Humano (IDH-M): 0,767
- IDH-M Renda: 0,673
- IDH-M Longevidade: 0,790
- IDH-M Educação: 0,837

(Fonte: IPEADATA)

## Infraestrutura

### Comunicações
O sistema de telefones automáticos foi inaugurado na cidade em 1982 pela Telecomunicações de São Paulo (TELESP), que também implantou o sistema de discagem direta à distância (DDD) em 1982 com o código de área (0189). Anteriormente a cidade era atendida pela Cia. Telefônica Alta Paulista.
Na década de 90 o código DDD da cidade foi alterado para (018), para padronização do sistema telefônico com a telefonia celular que estava sendo implantada em todo o estado.

### Transportes
- Expresso de Prata
- Expresso Adamantina

### Clubes
- Clube Recreativo Guanabara - 17 de janeiro de 1957
- Clube de Laço de Flórida Paulista - 12 de agosto de 1989
- Rotary Clube de Flórida Paulista - 31 de março de 1969
- Lions Clube de Flórida Paulista - 21 de maio de 2000
- Loja Maçônica Amizade, Civismo e Trabalho - 30 de abril de 1986

### Outras
- Hospitais: 1
- Postos de Saúde: 2
- Escolas de 1º Grau: 2
- Escolas de 2º Grau: 1
- Ag. Bancarias: 2
- Hotéis: 2
- Jornais: 1

## Administração
- Prefeito: Wilson Fróio Júnior (2017/2024)
- Vice-prefeito: Sidnei Gazola

### Vereadores
- Presidente da câmara: Thiago Venceslau Rodrigues (PSC) (2019/2020)
- Almir José de Souza (PSDB)
- Cicera Davi da Silva Marcellani (PPS)
- José Aparecido Alves (PMDB)
- José Donizeti Guerlandi (PMDB)
- Priscila Lima dos Santos (PROS)
- Roberto Fernando Martins dos Santos (PSDB)
- Sidnei Gazola (PSB)
- Thiago Venceslau Rodrigues (PSC)

### Galeria de prefeitos
| nº | Nome                         | início do mandato | fim do mandato                                                         |
| 1  | Guiherme Spanghero           | 1949              | 1953                                                                   |
| 2  | Antônio Luiz Stefani         | 1953              | 1957                                                                   |
| 3  | Guilherme Spanghero          | 1957              | 1961                                                                   |
| 4  | Domingos Ferdinando Travesso | 1961              | 1965                                                                   |
| 5  | José Carrasco Vicente        | 1965              | 1968                                                                   |
| 6  | José Spanghero               | 1969              | 1972                                                                   |
| 7  | Aguinaldo Chucre             | 1973              | 1976                                                                   |
| 8  | Kenichi Umehara              | 1977              | 1982                                                                   |
| 9  | Gerson Veronesi Ferracini    | 1983              | 1988                                                                   |
| 10 | Éder Prando                  | 1989              | 1992                                                                   |
| 11 | Gerson Veronesi Ferracini    | 1993              | 1996                                                                   |
| 12 | Leonel Butarelo              | 1997              | 2004                                                                   |
| 13 | Gerson Veronesi Ferracini    | 2005              | 2009 (O Prefeito Gerson Ferracini faleceu em 16 de junho de 2009).     |
| 14 | Wilson Fróio Júnior          | 2009              | 2012 (Assumiu o cargo de Prefeito o então vice-prefeito Wilson Fróio). |
| 15 | Maxsicley Grison             | 2013              | 2016                                                                   |
| 16 | Wilson Fróio Júnior          | 2017              | 2020                                                                   |

## Personalidades
A atriz Sandra Corveloni é natural do município.

## Religião
O Cristianismo se faz presente na cidade da seguinte forma:

### Igreja Católica
- A igreja faz parte da Diocese de Marília.[14]

### Igrejas Evangélicas
- Assembleia de Deus Ministério do Belém.[15][16]
- Congregação Cristã no Brasil.[17]